# Astrīde Ivaska
Astrīde Helēna Ivaska (auch Astrid Ivask; * 7. August 1926 in Riga; † 24. März 2015, ebenda) war eine lettische Lyrikerin und Übersetzerin, die lange im US-amerikanischen Exil arbeitete.

## Familie
Astrīde Helēna Hartmanes Eltern waren der Armeegeneral Mārtiņš Hartmanis (1882–1941) und Irma Marija Hartmane. Ihr jüngerer Bruder ist der Mathematiker Juris Hartmanis (1928–2022). Ihr Vater wurde im sowjetischen Gulag hingerichtet. Von seinem Schicksal erfuhr die Familie erst fünfzig Jahre später. Im Jahr 1944 floh die Familie vor der sowjetischen Besetzung Lettlands nach Deutschland. Hartmane heiratete 1949 den estnischen Lyriker und Literaturwissenschaftler Ivar Ivask (1927–1992).

## Leben und Wirken
Ivaska studierte an der Universität Marburg moderne Sprachen und Literatur und absolvierte 1949 ihr Diplom in Romanistik. Nach der Promotion ihres Mannes ging das Ehepaar 1953 nach Minnesota und wechselte 1967 an die Universität Oklahoma. Als außerordentliche Professorin unterrichtete sie dort regelmäßig moderne Sprachen und Literatur. Im gesamten Bundesstaat brachte sie häufig eigene und andere Gedichte zum Vortrag. Sie war Gastgeberin vieler internationaler Schriftsteller und Kritiker, die sie privat oder an der Universität beherbergte. Ihren Ehemann unterstützte sie beim Aufbau der Fachzeitschrift World Literature Today und bei der Schaffung des Neustadt Literaturpreises. Sie veranstalteten in Oklahoma Konferenzen über spanische und Weltliteratur.
Das Ehepaar zog 1991 in das County Cork in Irland, wo sie ihren Ruhestand verbringen wollten. Ivar Ivask starb jedoch im September 1992. Nachdem sie und ihr Bruder die 1940 verlorenen Familiengüter wiedererlangt hatten, kehrte Ivaska 2001 in ihre lettische Heimat zurück. Dort wurde sie Teil des Kulturlebens, veröffentlichte ihre eigenen Werke und überwachte die Gesamtherausgabe der Arbeiten ihres Ehemannes.
Ivaska hatte 1966 ihre erste Gedichtsammlung veröffentlicht. Sie schrieb in lettischer und englischer Sprache. Wordings ist eine Sammelausgabe von Gedichten, die von 1951 bis 1987 verfasst wurden. Sie verfasste auch Reiseliteratur und gab Kindergedichte heraus. Daneben war Ivaska als Literaturkritikerin und Übersetzerin tätig. Sie beherrschte Russisch, Deutsch, Französisch, Spanisch, Finnisch und die drei baltischen Sprachen Lettisch, Litauisch und Estnisch. Ivaska war langjähriges Mitglied von PEN International sowie der irischen und lettischen Schriftstellervereinigungen.
Im Jahr 2005 stiftete Ivaska ein Stipendium für moderne Sprachen und Literatur an der Universität Oklahoma zum Gedächtnis ihres Ehemannes. In Erinnerung ihres Vaters stiftete sie 2008 mit ihrem Bruder eine zweijährliche Auszeichnung für die lettische Verteidigungsakademie. Zu ihrem Gedenken richtete eine Stiftung ein Universitätsstipendium in Riga ein.
Astrīde Ivaska starb am 24. März 2015 in ihrer Heimatstadt Riga.

## Auszeichnungen
Neben literarischen Auszeichnungen für einzelne Werke und ihr Lebenswerk erhielt Ivaska die Orden:
- Drei-Sterne-Orden der Republik Lettland
- Orden des weißen Sterns der Republik Estland

## Gedichtsammlungen (Auswahl)
- Ezera kristības. (1966)
- Ziemas tiesa. (1968)
- Solis silos. (1973)
- Līču loki. (1981)
- Gaisma ievainoja. (1982)
- Wordings. (1987)
- Oklahoma Poems. (1990)

## Weitere Veröffentlichungen
- Mit Ivar Ivask (Fotograf): Pasaules pagalmos. Pētergailis, Riga 2003. ISBN 978-9984-673-94-3.

## Nachrufe
- worldliteraturetoday.org: A Tribute to Astrid Ivask: A Literary Light. (englisch)
- normantranscript.com: Astrid Ivask. (englisch)

| Personendaten    | Personendaten                                                                                                 |
| ---------------- | --- |
| NAME             | Ivaska, Astrīde                                                                                               |
| ALTERNATIVNAMEN  | Ivaska, Astrīde Helēna (vollständiger Name); Hartmane, Astrīde Helēna (Geburtsname); Ivask, Astrid (englisch) |
| KURZBESCHREIBUNG | lettisch-amerikanische Lyrikerin, Übersetzerin und Literaturkritikerin                                        |
| GEBURTSDATUM     | 7. August 1926                                                                                                |
| GEBURTSORT       | Riga, Lettland                                                                                                |
| STERBEDATUM      | 24. März 2015                                                                                                 |
| STERBEORT        | Riga, Lettland                                                                                                |